# Kamenz (stacja kolejowa)
Kamenz (Sachs) (górnołuż. Kamjenc (Sakska)) – stacja kolejowa w Kamenz, w kraju związkowym Saksonia, w Niemczech. Znajdują się tu 2 perony. Stację obsługują pociągi regionalne do Drezna Gł. przez Pulsnitz, Radeberg i Dresden-Neustadt.
- Współrzędne – Bahnhof Kamenz (Sachs.)